# 대한민국의 교사임용시험
대한민국의 교사임용시험은 국공립학교 교사를 선발하는 임용시험이다. 크게 유치원교사와 초등교사, 중등교사를 선발하는 경쟁시험을 일컫는다.
과거 1953년 「교육공무원 임용령」을 재정하면서 부터 국·공립 사범대학 및 교육대학 졸업자를 우선 채용하고, 1973년부터는 순위고사를 도입하여 부족한 교원의 경우 사립 사범대와 교직과정 출신자를 대상으로 순위고사를 통해 임용하여 왔다. 그 후 헌법재판소에 의하여 1990년 10월에 국립 사대/교대 졸업자 우선채용에 대한 위헌결정이 내려진 후 1991년 부터 공개경쟁(교육공무원임용후보자선정경쟁시험) 전형으로 전환되었다. 위헌이 직접적인 원인이였지만 이전부터 공개경쟁시험 등으로 선발하는 식의 임용방법 변경의 필요성이 제기되어 왔다. 대학교육을 받은이가 희소하고, 학령인구가 폭발적으로 늘어나 교사의 수요도 같이 늘어나던 시기에는 국,공립 사범대학 졸업자의 수가 필요한 교사의 수보다 부족하여 비사범대학 교직이수코스까지 만들어서 교사수요를 맞출 정도였으나 1980년대 들어서부터 학령인구의 증가속도가 둔화되는데 비해 사범대 졸업자수는 늘어가자 일부 비인기과목부터 교사 수요보다 졸업생의 공급이 많아졌는데 우선 채용제도는 그대로 유지되어서 이른바 임용적체, 즉 임용 대상자가 밀려있는 상황이 벌어진다. 당연 국,공립 우선임용대상자조차 적체되는 상황에 순위고사는 갈수록 줄어들어 유명무실해지니 사립 사범대의 채용은 더 힘들어진다. (이는 점점 인기과목까지 확대된다.) 이 방법을 해결하기 위해서는 사범대의 정원을 줄여 교사 수요 정도로 맞추던가, 어떤 방법이던간에 졸업자 중에서 교사 수요만큼만 선발하던가 할수밖에 없었는데 입학정원 축소는 각 대학의 반발로 사실상 불가능한 관계로 임용시험을 통해 채용하기로 한다. 즉 임용 적체 때문에 선발시험을 통해 교사 선발을 하려는 계획이 있었는데 위헌 결정으로 빠르게 실현된 것. 뒤 주석의 전교조 견제는 아주 작은 이유중 하나지 메인 이슈는 절대 아니다. 특히 90년대 초의 학내상황 및 취업상황으로 볼때 더욱 그렇다. 교육부에서 1991년에 임용고시를 도입한 건, 전교조를 견제하기 위함이기도 하다는 주장도 있다. 임용고시와 교원평가 도입될 당시, 의도적으로 임용고시에 반대하여 응시하지 않던 사범대 졸업생들도 있었고, 전교조 선생님들이 '사회 문제에 관심 가질 시간에 공부를 하도록 지시함으로써, 전교조의 힘을 약화시켰다는 주장이 잘못된 생각이며 그러한 신뢰성도 없다. 옛날에는 선생님도 훈육한다고 너무 학생들을 두들겨패고 그래서 전교조가 힘이 있었지만 1990년대 선생님들이 훈육한다고 학생들을 너무 두들겨패는것이 사라지기 시작했다.

## 같이 보기
- 대한민국의 공무원 임용시험
- 공립 중등학교 교사 임용 후보자 선정 경쟁시험
- 초등교원임용경쟁시험